# Ieremija (Leonov)
Svatý Ieremija (světským jménem: Ivan Michajlovič Leonov; 14. ledna 1876, Gavripolskov – 1918) byl ruský/litevský monach a mučedník.

## Život
Narodil se 14. ledna 1918 ve vesnici Gavripolskov či Gavrilopolskom v Kuronské gubernii.
Dokončil studium na Vilniuském technickém učilišti a monastýrskou bohosloveckou školu. Dne 12. února 1908 vstoupil do Valaamského monastýru.
Dne 2. června 1910 se stal poslušníkem a 4. srpna 1912 byl postřižen na monacha se jménem Ieremija. Byl zámečníkem monastýru a také byl správcem zámečnické dílny.
Roku 1917 byl na dovolené ve Středním Rusku a roku 1918 byl zabit bolševiky.
Dne 20. srpna 2000 jej Ruská pravoslavná církev svatořečila jako mučedníka a byl zařazen mezi Sbor všech novomučedníků a vyznavačů ruských.
Jeho svátek je připomínán 14. ledna (1. ledna – juliánský kalendář).